# Tipula (Acutipula) doriae
Tipula (Acutipula) doriae is een tweevleugelige uit de familie langpootmuggen (Tipulidae). De soort komt voor in het Palearctisch gebied.